# 胡沙 (教育活动家)
胡沙（1927年1月8日—2013年9月20日），原名胡云章。曾长期供职于高等教育行政部门，也曾从事外交和新闻工作，退休前为中国国家图书馆副馆长。早年参加抗日战争。中华人民共和国建立后历任中国人民大学秘书科长、教务科长、俄文系副主任，中华人民共和国高等教育部（中华人民共和国教育部）综合大学司副司长、高教二司司长，国务院科教组办公室负责人、对联合国教科文组织工作小组负责人，中华人民共和国首任常驻联合国教育、科学及文化组织大使衔代表，《光明日报》副总编辑，北京图书馆（现中国国家图书馆）副馆长。

## 生平
1927年1月8日生于河北省遵化县兴旺寨乡胡家青村。

### 工作经历
1941年秋于冀东入伍参加八路军，为冀东军区十三团战士。后被调到中共中央晋察冀分局（见中共晋察冀中央局）交通科作交通员（武装便衣护送文件）。抗战胜利后到晋察冀公安管理处工作。于1947年调入华北联合大学（中国人民大学前身）外语学院俄文班学习。毕业后即在中国人民大学工作。
1954年11月调至高等教育部工作，先后任综合大学教育司副司长、高教二司司长。此后至“文革”前一直从事高等教育行政工作。在此期间做过的许多工作中对他的思想认识发生较大影响的一件，是参与筹划管理于六十年代初开始的全国高校文科教材统一编写工作。在负责文科教材办公室工作期间，痛感知识不足，继而发奋读书。公余开卷，围绕文史哲门类，古今中外，一时读了很多。此前也曾努力向学，从参军前上过两季“冬学”的文化基础进步到大学程度，自此而求知境界又上一步。“文革”中被批斗时，有人揭发他对著书立说的教授们说过自己参加文科教材办公室工作是“忝入儒林”，以此恭维“资产阶级知识份子”云云。多年后，张厚感先生（人民教育出版社编审，已故）仍津津于此，并书赠一联供他悬于书房壁上，其下联就是“儒林明晦有知音”。
在“文革”前从事高校教育行政工作期间，还曾为《中国新民主主义革命时期通史》（中国科学院哲学社会科学部——简称“学部”，即今中国社会科学院——近代史研究所李新和彭明、孫思白、蔡尚思、陈旭麓主编，是当时历史条件下中国大陆为1919-1949年撰史之唯一专著）最终成书尽过微力。
“文革”中，经过被批斗、赴“五七干校”劳动以及“解放”之后，于1972年早春到国务院科教组工作。先任办公室负责人，后专门领导对联合国教科文组织的工作。经过对UNESCO的接触了解，他对上建言：在外交部指导配合之下由科教组（组长刘西尧）承担具体工作，参加UNESCO的大会及其他活动，使中国成为这个国际组织的积极成员。经过三年多大量艰巨的开创工作之后，他于1976年4月由教育部（部长周荣鑫）派出常驻联合国教育、科学及文化组织，成为中华人民共和国驻该组织的首任代表。行前周荣鑫先生曾相约：“你先出去驻一期，回来以后咱们还是好好干教育。”不幸周荣鑫竟于当月去世。
1978年12月任《光明日报》副总编辑。与时任总编辑杨西光及报社同仁默契配合，继关于真理标准问题的讨论而进，助使《光明日报》成为破除“文革”政治禁锢和解放思想的重要舆论阵地。三年多如一日，作为夜班副总编负责日常出报，其能力与工作精神得到社内部主任以上干部以投票方式表示的认可和赞许。
1983年5月调到北京图书馆（现国家图书馆）工作，任副馆长。到任之初即多方吸收有关图书馆工作的知识。当日北京图书馆所具备的国家图书馆的地位与职能尚不突出，他发现后即力主正视这个问题，并主动做起，在外访中修正对外介绍本馆时原来一向唯重“中国最大的公共图书馆”之提法，点出其首先是国家图书馆的身份。在当时新馆建设到开馆过程中，经过调查、学习、研究、讨论，提出重要意见，取得馆领导的一致同意，使北图（国图）在保存发扬服务公众的老传统的基础之上，意识明确地转变为现代社会文化设施，不但做好为公众和学者的服务，更力求成为全社会转入现代文明进程中的领先之翼。

### 退休之后
退休之际，他对家人表示：“朝闻道，夕死可矣。今后也还是要用这一条要求自己，总要不断求知。”
时逢改革，各界开放，有人欲借重其多年从事高校教育行政又极力提倡学习现代文明事物的经验名声，来邀他担任一家新创办的私立学校的校长（或名誉校长）。在弄清对方的办学目的之后，他直爽谢绝，并表示：“我只听说过古今中外有百万富翁办教育的，从没听说过谁靠办教育而成为百万富翁。”基于同样的认识——即教育是现代社会的生命机能；教育事业应当是由全社会戮力维持的公器；并且，学界永远属于知识界和思想界，必当是一块容许学者思想独立、维护个人精神自由、从而适合百家共存的净土；所以，既不应令学府变成次级衙门，也不可使之沦为弄钱工具——在看到“教育产业化”居然成为官定发展目标时，当即指出：“如果让教育产业化，那就没有教育了！”他坚持这一立场始终不渝，并曾尽力发声呼吁，但无力改变。
关于中国实现现代化的途径问题，他一直坚信：无论是谈开放、“搞活”，还是说“接轨”、“融入”，都不可能只图资本技术的引进使用而避开文化制度诸方面的学习改造。即使被讥为主张“西化”，他的这一信念也从未改变。

### 《现代公民知识读本》
胡沙感于世事人心，并受到李慎之（曾言如有来世愿当一辈子公民教员）意见的启发，邀约三五同志，着手筹划编辑《现代公民知识读本》。为编成此书而征询于光遠先生的意见，并请于老担任总主编，于光远先生完全赞同（见附录）。2006年，由众多新进社会科学学者撰写合编而成，《现代公民知识读本》由山西希望出版社赔钱出版。书出之后，其命运果如编书者和一些朋友如于光远、陈乐民先生（与资中筠先生联名为书文提过建议，并于出书之际写过介绍文章。）等当初之预见，教育机关漠视，学校不予采用。